# Oxytropis yekenensis
Oxytropis yekenensis är en ärtväxtart som beskrevs av X.Y.Zhu, H.Ohashi och Y.B.Deng. Oxytropis yekenensis ingår i släktet klovedlar, och familjen ärtväxter. Inga underarter finns listade i Catalogue of Life.